# 2008 UEFAスーパーカップ
2008 UEFAスーパーカップは、2008年8月29日にモナコのスタッド・ルイ・ドゥで開催された第35回目のUEFAスーパーカップである。

## 出場チーム
| チーム                       | 出場資格                              | 出場記録（太字は優勝） |
| ---------------------------- | ------------------------------------- | ---------------------- |
| マンチェスター・ユナイテッド | UEFAチャンピオンズリーグ 2007-08 優勝 | 1991、1999             |
| ゼニト                       | UEFAカップ 2007-08 優勝               | 初出場                 |

## 結果
| 2008年8月29日 20:45 CEST |

| マンチェスター・ユナイテッド | 1–2    | ゼニト                            |
| ヴィディッチ 73分            | Report | ポグレブニャク 44分 · ダニー 59分 |

| スタッド・ルイ・ドゥ, モナコ 観客数: 18,064 主審: クラウス・ボ・ラルセン (デンマーク) |

試合ルール
- 試合時間は90分。
- 90分終了後同点の場合30分の延長戦が行われる。
- 120分終了後同点の場合PK戦が行われる。
- 控えの登録人数は7人。
- 最大交代人数は3人。